# 贝勒尼基一世
贝勒尼基一世（救主）（希腊语：Βερενίκη，约前340年–前279年或前277年）古埃及托勒密王朝国王托勒密一世的王后。
贝勒尼基一世是希腊贵族马加斯的女儿。她在第一次婚姻中嫁给了马其顿贵族腓力，他们的孩子马加斯后来成为希腊人在北非的殖民国家昔兰尼加的国王。在腓力死后，贝勒尼基一时失去依靠。这时马其顿摄政安提帕特的女儿歐律狄刻嫁给了在亚历山大大帝死后的领地瓜分中获得埃及的托勒密（这桩婚事的具体日期无法确定），贝勒尼基作为欧律狄刻的侍女来到了埃及。贝勒尼基在那里成功地迷住了托勒密，不久就深受后者的宠爱。托勒密一世按照馬其頓王室傳統可以拥有多个妻子，于是贝勒尼基得以晋身后妃之列。在贝勒尼基与托勒密的孩子出生后，欧律狄刻离开了埃及，贝勒尼基遂得到国王的专宠。贝勒尼基的儿子托勒密二世取代欧律狄刻的儿子成为托勒密一世的继承人。
托勒密一世以贝勒尼基的名字为他在红海新建的港口命名：贝勒尼基港。伊庇鲁斯国王皮洛士也将一座城市命名为贝勒尼基以向她表示敬意。托勒密二世在贝勒尼基去世后宣布她为神。
已确认的由贝勒尼基一世为托勒密一世所生的子女有三人：阿尔西诺伊二世、弗蘿特菈和托勒密二世。托勒密二世因与阿尔西诺伊结婚而得到外号“与姐姐恋爱的”（Φιλάδελφος）。

## 资料来源
- 本条目包含来自公有领域出版物的文本: Chisholm, Hugh (编).  (第11版). London: Cambridge University Press. 1911.